# Phil Lester

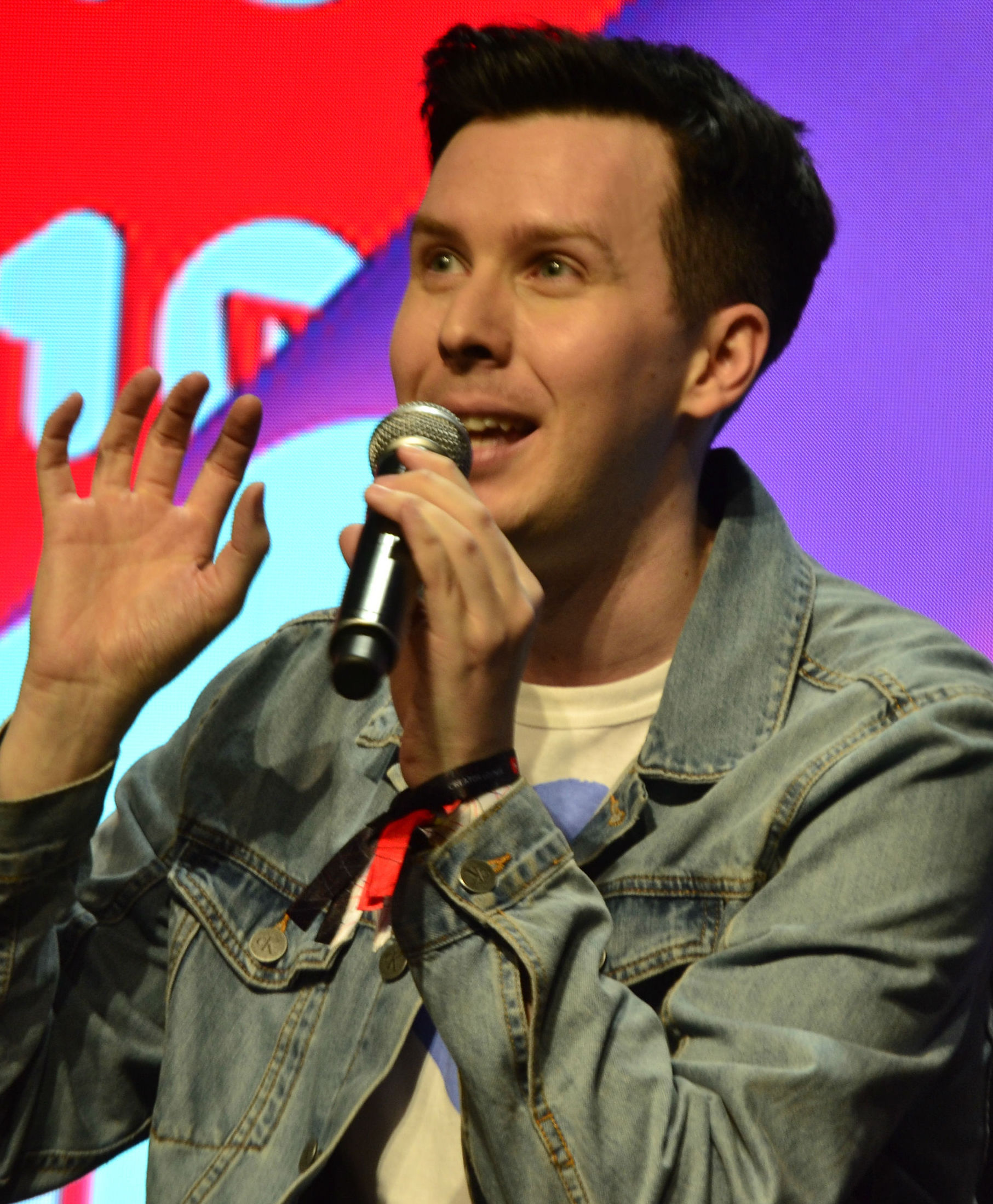
Phil Lester 219

Philip Michael „Phil“ Lester (* 30. Januar 1987 in Rawtenstall, Lancashire) ist ein britischer Webvideoproduzent, Vlogger und Radiomoderator. Bekannt wurde er durch seinen YouTube-Kanal AmazingPhil. Zusammen mit seinem Mitbewohner Dan Howell moderiert er seit Januar 2013 die Radioshow Dan and Phil für das BBC Radio 1. Neben der häufigen Zusammenarbeit auf ihren eigenen Kanälen haben beide seit dem 2. Mai 2014 einen gemeinsamen YouTube-Kanal namens DanAndPhilGAMES. Am 8. Oktober 2015 veröffentlichten Lester und Howell ihr erstes Buch, The Amazing Book Is Not On Fire.

## Privates
Lester wuchs in Rawtenstall, Lancashire auf. Zusammen mit seinem älteren Bruder Martyn besuchte er die Bacup and Rawtenstall Grammar School.
Er absolvierte sein Studium an der Universität von York mit einem Abschluss in Englischer Literatur und Sprachwissenschaft und belegte einen Aufbaustudiengang im Fachbereich Theater, Film und Fernsehen.
Seit 2011 wohnt er mit Dan Howell zusammen. Sie wohnten ein Jahr lang in Manchester, leben jedoch seit 2012 zusammen in London.
Nachdem sich Dan Howell Anfang Juni 2019 als homosexuell geoutet hatte, gab Lester am 30. Juni 2019 bekannt, ebenfalls homosexuell zu sein.

## Karriere

### YouTube
Inspiriert von berühmten Kanälen wie „Lonelygirl15“ lud Lester am 27. März 2006 im Alter von 19 Jahren sein erstes Video mit dem Titel „Phil's Video Blog“ auf seinem YouTube-Kanal AmazingPhil hoch. Am 14. März 2017 erreichte sein Hauptkanal 4 Mio. Abonnenten. Sein Zweitkanal LessAmazingPhil, den er seit 2008 betreibt, knackte im Juni 2016 die 1-Millionen-Abonnentenmarke.
Im Jahr 2010 nahmen Lester und Howell an der jährlichen 24-Stunden-Live-Internetshow Stickaid, einer Spendenorganisation der UNICEF, teil.
Lester beteiligte sich auch an der zwölfteiligen Webserie Becoming YouTube des englischen Journalisten Benjamin Cooks.
In Zusammenarbeit mit dem YouTube-Kanal My Damn Channel erstellten Lester und Howell die Videoserie Super Amazing Project, in der sie übernatürliche Ereignisse vorstellten und diskutierten. Bereits im Oktober 2014 erklärten beide ihre Arbeit an diesem Projekt als beendet, um sich fortan der Sendung von BBC Radio 1 zu widmen.
Im September 2014 veröffentlichten Lester und Howell ihr erstes Videos auf ihrem Gaming-Kanal, DanAndPhilGAMES, der im Mai 2016 2.165.000 Abonnenten zählte.
Seit 2015 betreiben Lester und Howell außerdem einen Kanal namens DanAndPhilCRAFTS, auf dem sie an jedem 1. April des Jahres ironische Bastelvideos als Aprilscherz hochladen. Im Mai 2016 hatte ihr Kanal knapp 597.000 Abonnenten und 3.671.000 Aufrufe.

### BBC Radio 1
Ab Januar 2013 waren Lester und Howell im Programm Moderatoren der Show Dan and Phil des britischen Radiosenders BBC Radio 1. Ihre bisherige Arbeit beschränkte sich bis dahin auf Produktionen von Videos für den YouTube-Kanal des Senders sowie zwei Weihnachtssendungen. Später interviewte das Duo unter anderem auch Künstler wie Fall Out Boy auf dem Reading Festival.
Im August 2011 wurde das Ende der Show am Sonntag angekündigt und mit einer Kürzung in der Länge unter dem Titel The Internet Takeover auf den ersten Montag des Monats verlegt. Im April 2016 wurde auch diese Sendung abgesetzt.

### Film und Fernsehen
Im Jahr 2007 trat Lester als Kandidat bei der britischen Quizshow Weakest Link auf. Er spielte außerdem eine Rolle in dem 2009 erschienenen Film Richard Hasenfuß – Held in Chucks (Faintheart) und kam in einer Werbung von confused.com vor.
Seit 2014 moderieren Lester und Howell den weltweiten YouTube-Livestream der jährlichen BRIT Awards, für die sie auch Backstage-Videos
Im Jahr 2015 wirkte das Duo zudem als Synchronstimmen des Technikers 1 und 2 in der britischen Kinoversion von Baymax mit. Im selbigen Jahr nahmen beide auch Sprechrollen in der Internetserie Oscar's Hotel for Fantastical Creatures des YouTubers KickthePJ ein.

### The Amazing Book Is Not On Fireund Tour
Am 26. März 2015 gaben Lester und Howell über einen Trailer auf Howells Kanal bekannt, dass sie ein Buch mit dem Titel The Amazing Book Is Not On Fire (TABINOF) gemeinsam geschrieben hatten, das am 8. Oktober 2015 in Großbritannien und am 15. Oktober 2015 weltweit von Ebury Press und Random House Children’s Books veröffentlicht wurde. Das Buch führte die General Hardbacks Sunday Times Bestsellerliste an, nachdem es in der ersten Woche seiner Veröffentlichung 26.745 Exemplare in Großbritannien verkauft hatte und wurde außerdem zum Bestseller Nr. 1 der New York Times in der Liste der Hardcover für junge Erwachsene.
Im selben Trailer kündigten die beiden ihre Theater-Bühnenshow The Amazing Tour Is Not on Fire (TATINOF) an, die im Oktober und November 2015 durch Großbritannien reiste und mit einer Show im Londoner Palladium endete. Während der Tour sangen sie den Originalsong „The Internet Is Here“, den sie später als Charity-Single für Stand Up To Cancer veröffentlichten. Sie erhielten eine Goldene Schallplatte für den Verkauf des Songs.
Im Jahr 2016 unternahmen sie die Tournee in die USA und nach Toronto, beginnend mit einer Show in Orlando, Florida am 22. April und endend am 24. Juni mit einer Show im Dolby Theatre in Hollywood, Kalifornien. Es war die größte Tournee, die jemals von YouTubern erreicht wurde.  Sie tourten später im August 2016 durch Australien, begannen in Perth und endeten in Brisbane, und beendeten die Tour mit einer europäischen Etappe, spielten in Stockholm, Berlin und Dublin.

### Interactive Introverts
2018 tourten Howell und Lester mit ihrer zweiten internationalen Bühnenshow Interactive Introverts durch 18 Länder. Aus der Show entstand ein gemeinsam mit der BBC produzierter Film.

### Terrible Influence
Von September 2024 bis Februar 2025 tourten Howell und Lester mit ihrer dritten gemeinsamen Tour Terrible Influence durch 15 Länder.

## Auszeichnungen und Nominierungen
2011 stellte Phil Lester einen Guinness World Record für das schnellste Stapeln von Münzen auf, bei dem er 25 Münzen in 31,617 Sekunden übereinander platzierte.
Für ihre Sendung Dan and Phil gewannen Lester und Howell 2013 den Sony Golden Headphones Award.
2014 waren Howell und Lester für den Teen Choice Award für ihr gemeinsames Video „The Photo Booth Challenge“ auf Howells Kanal nominiert.
2016 gewannen Dan und Phil gemeinsam den Radio 1’s Teen Award als bester Vlogger.
Ebenfalls 2016 gewann Phil Lester zusammen mit Dan Howell 2 BONCAs Awards in den Kategorien „Best Film“ und „Collaboration of the Year“. Außerdem gewann Phil Lester einen BONCA in der Kategorie „British Creator of the Year“.